# Bushwick Bill
Robert Stephen Shaw (Kingston, Jamaica; 1966. december 8. – 2019. június 9.) ismertebb nevén Bushwick Bill, amerikai hiphopelőadó. A Geto Boys együttes tagja.

## Élete
Édesapja a kereskedelmi flottánál dolgozott, édesanyja cselédlány volt. A középiskolát abbahagyta az első évében.
A legismertebb esemény Bushwick Bill életéből az, amikor egy véletlen lövöldözésben elvesztette jobb szemét. 1991 májusában, miközben levert és részeg volt, öngyilkos akart lenni, ezért elment a barátnője házába, és követelte, hogy lője le. Miután a nő nemet mondott, Bill azzal fenyegette, hogy kárt tesz a gyermekükben. A veszekedésben a fegyver elsült, és a golyó a fejébe fúródott. Túlélte a balesetet, de elvesztette a jobb szemét.
Az egésze történetet részletesen elmondja az „Ever So Clear” számában, amihez videóklip is készült. Címe az Everclean nevű italra utal, amit a balesetkor ivott. A kórházban készült a Geto Boys „We can’t Be Stopped” albumának borítója, amint Billt Willie D és Scarface (az együttes két további tagja) hordágyon tolja a kórház folyosóján.
Bushwick Bill közreműködik Dr. Dre The Chronic albuma „Stranded on Death Row” számában. 1998-ban kiadott albuma a „No Surrender... No Retreat” barátja, Gil Epstein emlékére készült, akit Houstonban megöltek 1996-ban.
Bill filmekben is szerepelt, ilyenek például a „Who’s the Man?” (1993), az „Original Gangsters” (1996), a „Night Vision” (1997) és a "Street Life" (2001), valamint szerepelt Martin Lawrence "Martin" című sorozatában 1993-ban egy rész erejéig.
Ő készítette az első keresztény rap albumot, a „Testimony of Redemption”-ot.
2008 januárjában három nap börtönbüntetésre ítélték, mert megtámadott egy nőt, aki megvédett egy személyt tőle. Bushwick Bill 112 cm magas volt.

## Albumok
| Album information |
| --- |
| Little Big Man - Kiadva: 1992. szeptember 8. - Billboard 200 chart: #15 - R&B/Hip-Hop chart: #32 - Dalok: "Ever So Clear"/"Call Me Crazy" (#49 R&B)                  |
| Phantom of the Rapra - Kiadva: 1995. július 11. - Billboard 200 chart: #85 - R&B/Hip-Hop chart: #3 - Dalok: "Who's the Biggest"/"Only God Knows" (#113 Pop, #88 R&B) |
| No Surrender…No Retreat - Kiadva: 1998. október 27. - Billboard 200 chart position: - - R&B/Hip-Hop chart position: #43 - Dalok:                                     |
| Universal Small Souljah - Kiadva: 2001. március 13. - Billboard 200 chart position: - - R&B/Hip-Hop chart position: - - Dalok: "Unforgiven"                          |
| Gutta Mixx - Kiadva: 2005. március 29. - Billboard 200 chart: - - R&B/Hip-Hop chart: - - Dalok: "20Minutesormore"                                                    |
| Testimony of Redemption - Kiadva: 2008 - Billboard 200 chart: - - R&B/Hip-Hop chart: -                                                                               |